# Hercostomus freidbergi
Hercostomus freidbergi är en tvåvingeart som beskrevs av Grichanov 2004. Hercostomus freidbergi ingår i släktet Hercostomus och familjen styltflugor.
Artens utbredningsområde är Tanzania. Inga underarter finns listade i Catalogue of Life.